# Aubrives
Aubrives är en kommun i departementet Ardennes i regionen Grand Est (tidigare regionen Champagne-Ardenne) i nordöstra Frankrike. Kommunen ligger  i kantonen Givet som ligger i arrondissementet Charleville-Mézières. År 2022 hade Aubrives 984 invånare.

## Befolkningsutveckling
Antalet invånare i kommunen Aubrives
Referens: INSEE